# 北海道東北地方知事会
北海道東北地方知事会（ほっかいどうとうほくちほうちじかい）とは、北海道と東北地方6県（青森県、岩手県、宮城県、秋田県、山形県、福島県）及び新潟県の知事によって構成される知事会である。

## 主な議事
- 北海道と東北地方に共通する課題について、日本政府・与党に対して施策等の提言を行っている。

## 構成員
- 北海道知事
- 青森県知事
- 岩手県知事
- 宮城県知事
- 秋田県知事
- 山形県知事
- 福島県知事
- 新潟県知事

## 付記
- 福島県及び新潟県は「北関東磐越五県知事会議」の構成自治体も兼ねている。